# Корсунь-Шевченківське лісове господарство
Державне підприємство «Ко́рсунь-Шевче́нківське лісове господарство» — структурний підрозділ Черкаського обласного управління лісового та мисливського господарства.
Офіс знаходиться в місті Корсунь-Шевченківський Черкаського району Черкаської області.

## Історія
Підприємство було утворене 1967 року на базі Канівського та частині Звенигородського лісгоспзагів, сучасний статус отримало згідно з наказом Держкомлісгоспу України № 96 від 3 лютого 2005 року.

## Лісовий фонд
Лісовий фонд підприємства розміщений на території Черкаського та Звенигородського районів.
Загальна площа лісового фонду складає 25696,5 га. Молодняк охоплює територію в 11,5 %, середньовікові ліси займають площу 60,2 %, пристигаючі — 11,3 %, стиглі — 17 %. Дуб займає 10251,6 га, сосна — 8192,1 га, акація — 2244,8 %, граб — 749,1 га, ясен — 869,9 %, липа — 497,7 га, вільха — 250,7 %, береза — 121,9 га.

## Лісництва
Лісове господарство охоплює 6 лісництв:
- Виграївське лісництво
- Квітчанське лісництво
- Корсунське лісництво
- Кумейківське лісництво
- Таганчанське лісництво
- Яснозірське лісництво

## Об'єкти природно-заповідного фонду
На території лісгоспу розташовані 7 заказників місцевого значення та 6 пам'яток природи державного і місцевого значення.